# Adenski zaljev
Adenski zaljev (arap. خليج عدن) nalazi se u Arapskom moru između Jemena na južnoj obali Arapskog poluotoka i Somalije na Rogu Afrike. Na sjeverozapadu se spaja s Crvenim morem kroz tjesnac Bab-el-Mandeb, koji je širok oko 20 milja.
Adenski zaljev je vrlo važan plovni put iz Sueskog kanala, koji povezuje Sredozemno more i Arapsko more - Indijski ocean. Po njemu prođe 21.000 brodova godišnje
Danas je Adenski zaljev poznat po nadimku Aleja gusara, zbog velikog broja otmice brodova na ovom području od strane somalijskih gusara.

## Hidrografija i hidrologija
Adenski zaljev je dug oko 1000 km i širok od 150 km do 440 km. Njegova ukupna površina iznosi 410.000 km2. Duž obala zaljeva glavne luke su Aden u Jemenu i Zeila, Berbera i Bosaso u Somaliji.
Temperatura vode Adenskog zaljeva varira između 15 °C i 28 °C, ovisno o sezoni i monsunskim vjetrovima. Slanost voda zaljeva na 10 m dubine varira od 35,3 ‰ duž istočne obale Somalije do visokih 37,3 ‰ u sredini zaljeva.
Postotak kisika u Adenskom zaljevu na istim dubinama varira između 4,0 i 5,0 ml/L.

## Vanjske poveznice
|  | Zajednički poslužitelj ima još gradiva o temi Adenski zaljev |

- (engl.) The Cost of Doing Business on the Open Sea Richard Pollak: The Nation, 22. travnja 2009.
- (engl.) PERSGA (2006.): Red Sea & Gulf of Aden[neaktivna poveznica], United Nations Environment Programme